# Pabellón Olímpico de Badalona
Il Palau Municipal d'Esports de Badalona, più comunemente conosciuto come Pavelló Olímpic de Badalona è un'arena sportiva sita nella città di Badalona, in Spagna. Essa può contenere fino a 12.500 spettatori ed è utilizzata soprattutto per le partite di pallacanestro della squadra locale anche se, abitualmente, viene utilizzata per ospitare concerti musicali e altri eventi locali.

## Storia

Interno del Pabellón Olímpico de Badalona durante il match di Liga ACB della stagione 2008-2009 tra DKV Joventut ed Estudiantes Madrid

Costruito nel 1991, è stato progettato per ospitare le partite di pallacanestro dell'Olimpiade estiva del 1992, che li vedeva organizzati dalla vicina Barcellona. Il progetto è stato realizzato dagli architetti Esteve Bonell e Francesc Rius, che vinsero nel 1992 l'European Union Prize for Contemporary Architecture per la realizzazione di quest'opera. Il palazzetto ospita le partite interne del Joventut de Badalona, una delle più importanti squadre di pallacanestro iberiche e d'Europa. Prima che questo palazzetto venisse eretto, il precedente Palau Municipal (una vecchia struttura ora pericolante) ospitava le partite di pallacanestro locali e tutte le altre manifestazioni al coperto.